# Hymedesmia arndti
Hymedesmia arndti är en svampdjursart som först beskrevs av De Laubenfels 1930.  Hymedesmia arndti ingår i släktet Hymedesmia och familjen Hymedesmiidae.
Artens utbredningsområde är Kalifornien. Inga underarter finns listade i Catalogue of Life.